# Slaget vid Brunnbäcks färja
Slaget vid Brunnbäcks färja var ett slag under Gustav Vasas befrielsekrig, den första större sammandrabbningen mellan Gustav Vasas upprorstrupper som till största del tågat ned från det ockuperade Falun, och unionslojala, främst danska, trupper från Västerås. Slaget stod vid byn Brunnbäck vid i närheten av den färjeplats över Dalälven som då fanns på platsen under första hälften av april 1521.
Danskarna under Henrik Slagheck, bror till Didrik Slagheck, tågade från Västerås mot Dalälven, och slog läger när den nådde Brunnbäck och det vad eller färjeläge som låg där. Kort därefter anlände Peder Svensson med en styrka, främst bestående av dalkarlar, till andra sidan av älven. Dalkarlarna började beskjuta danskarna med pilar från stranden; pilregnet var intensivt och dessa tvingades snart att retirera. Peder Svensson hade dock redan tagit en del av sin styrka och utom synhåll fört den över älven.
När danskarna lämnade lägret gick han till anfall, samtidigt som den återstående svenska styrkan tog sig över älven. Slaget stod vid en öppen plats som kallas Sonnbohed. Danskarna stod emot, men anfallet var både överraskande och våldsamt. Danskarna höggs ner eller flydde genom att kasta sig i älven. De som flydde landvägen blev jagade långt in i Västmanland. Slaget slutade som en stor svensk seger.

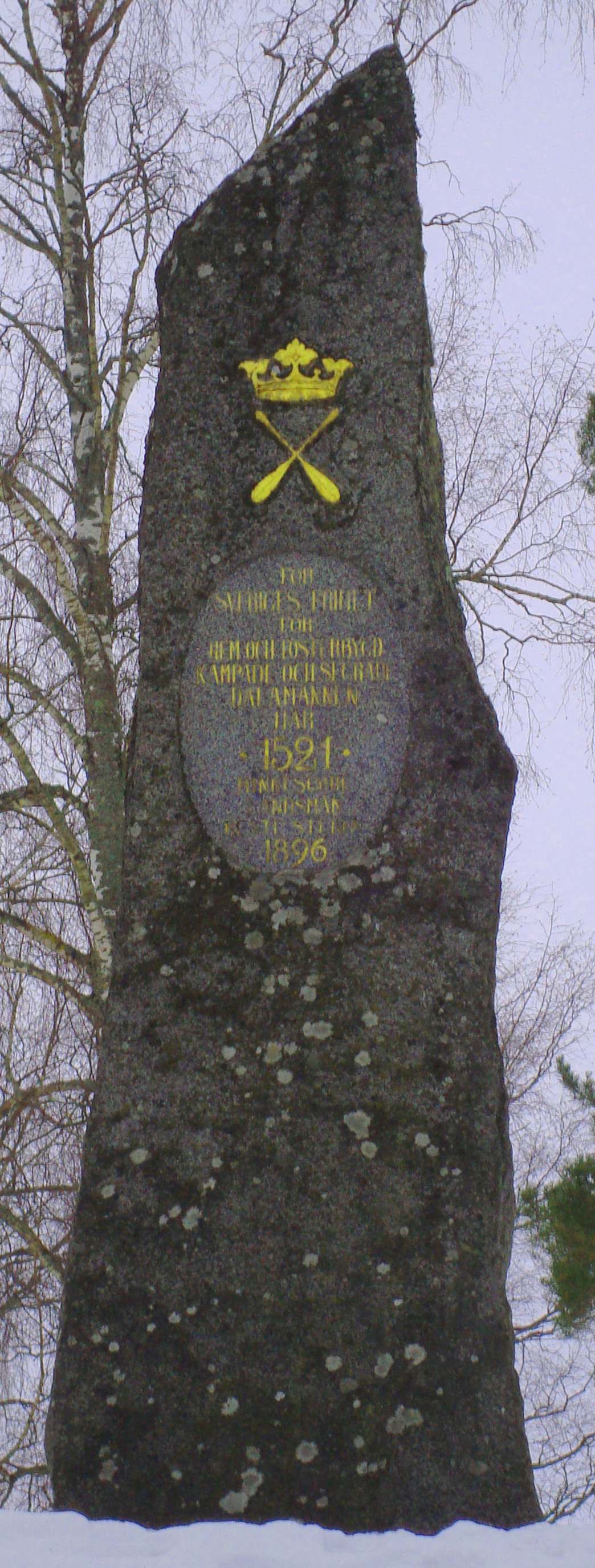
Minnessten över slaget vid Brunnbäcks färja, i Brunnbäck.
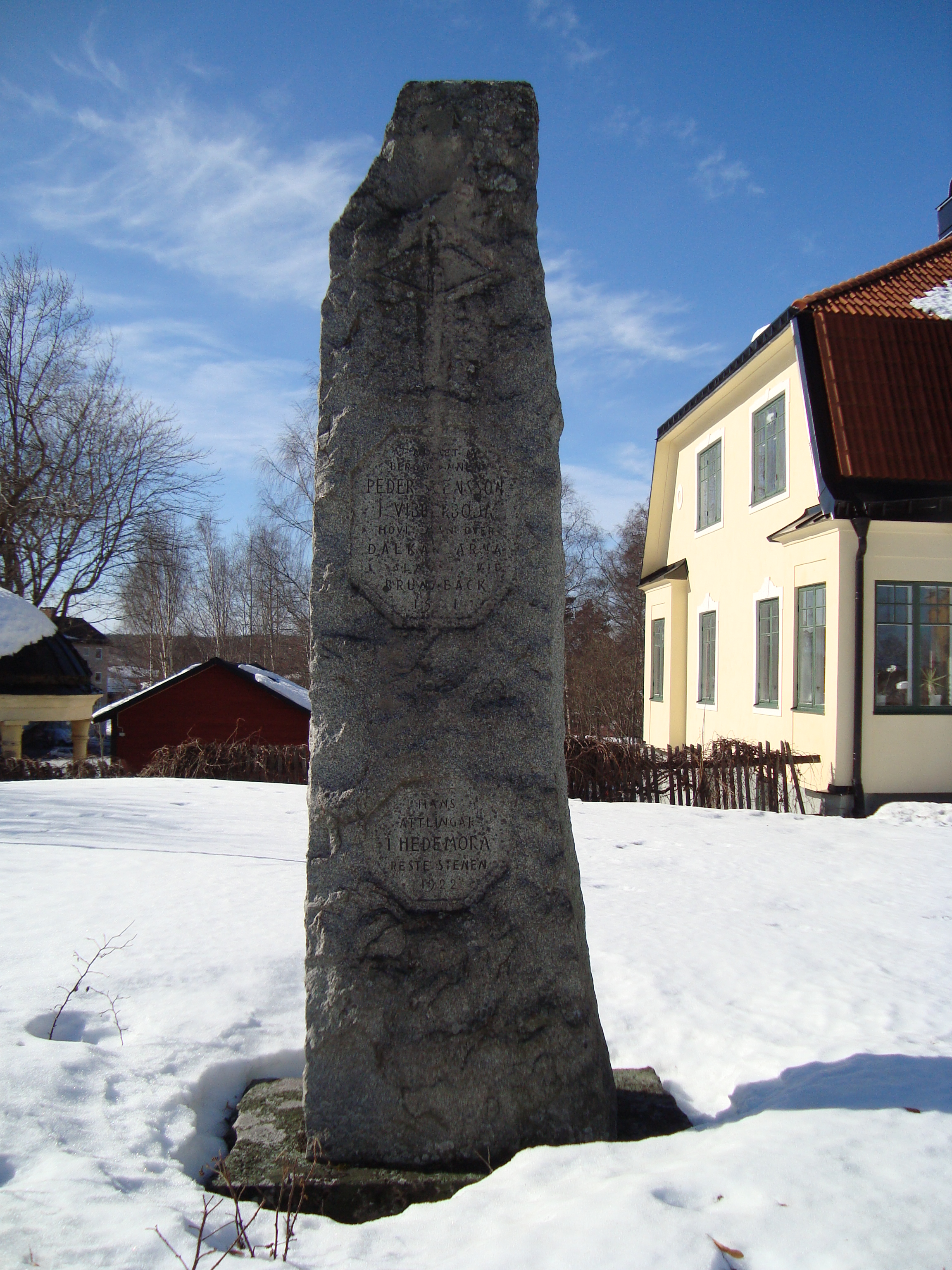
Minnessten över Peder Svensson, i Hedemora.